# Mormyrus
Mormyrus ist eine Gattung afrikanischer Süßwasserfische aus der Familie der Nilhechte (Mormyridae). Sie kommt in allen Regionen des subsaharischen tropischen Afrika vor sowie im Nil.

## Merkmale
Mormyrus-Arten werden 14,5 bis 100 cm lang und besitzen einen für Nilhechte sehr langgestreckten, seitlich abgeflachten Körper. Die Schnauze ist lang, oft röhrenförmig und mehr oder weniger nach unten gebogen; das Maul ist klein und endständig. Ein fleischiger Auswuchs des Unterkiefers dient als Sinnesorgan zum Aufspüren der Nahrung. Die 5 bis 12 Zähne im Oberkiefer und 8 bis 14 im Unterkiefer sind eingebuchtet und klein. Rücken- und Afterflosse sind nicht symmetrisch, wie bei vielen anderen Nilhechtgattungen, sondern die Gattung besitzt eine sehr lange Rückenflosse, die sich über den größten Teil des Rumpfes erstreckt, und eine kurze Afterflosse. Die Bauchflossen liegen auf halber Länge zwischen Brustflossen und der Afterflosse. Bei den Arten der sehr ähnlichen Gattung Myomyrus aus dem Kongobecken liegen sie näher zu den Brustflossen. Mormyrus unterscheidet sich auch durch das endständige Maul und die kleinen Zähne von Myomyrus. Das Maul von Myomyrus ist unterständig und auf der Unterkiefer-Symphyse besitzt die Gattung einige vergrößerte Zähne.
Die Fische sind unscheinbar, meist einfarbig grau oder bräunlich gefärbt. Wie alle Nilhechte sind Mormyrus-Arten zur Elektrokommunikation und Elektroorientierung fähig.

## Arten
Der Gattung gehören über 20 Arten an:

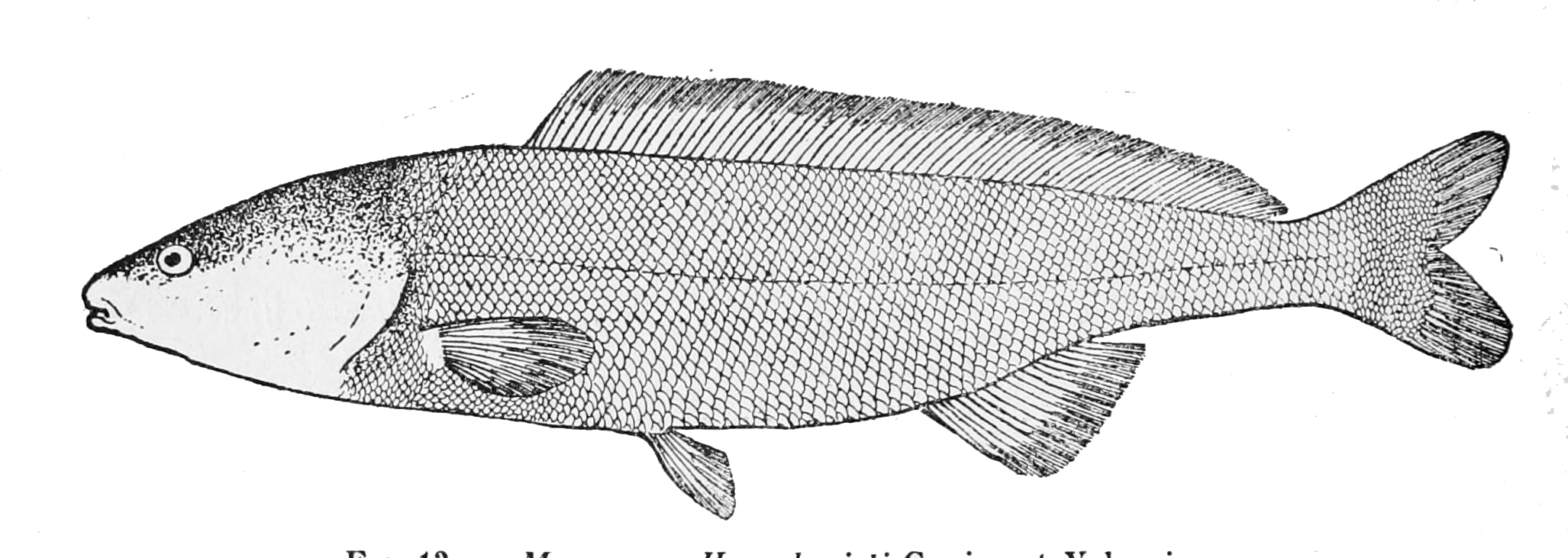
Mormyrus hasselquistii

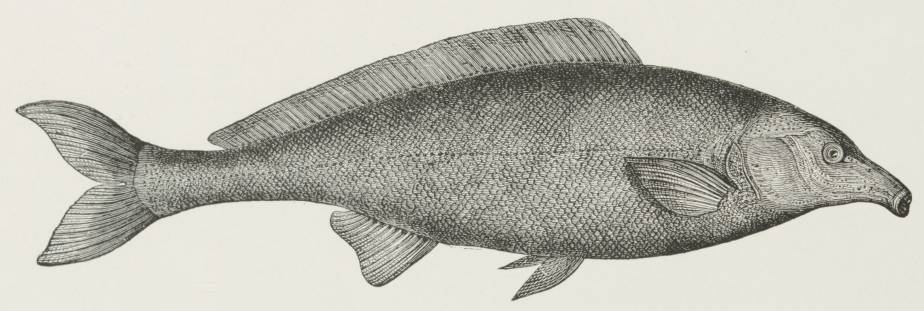
Mormyrus kannume

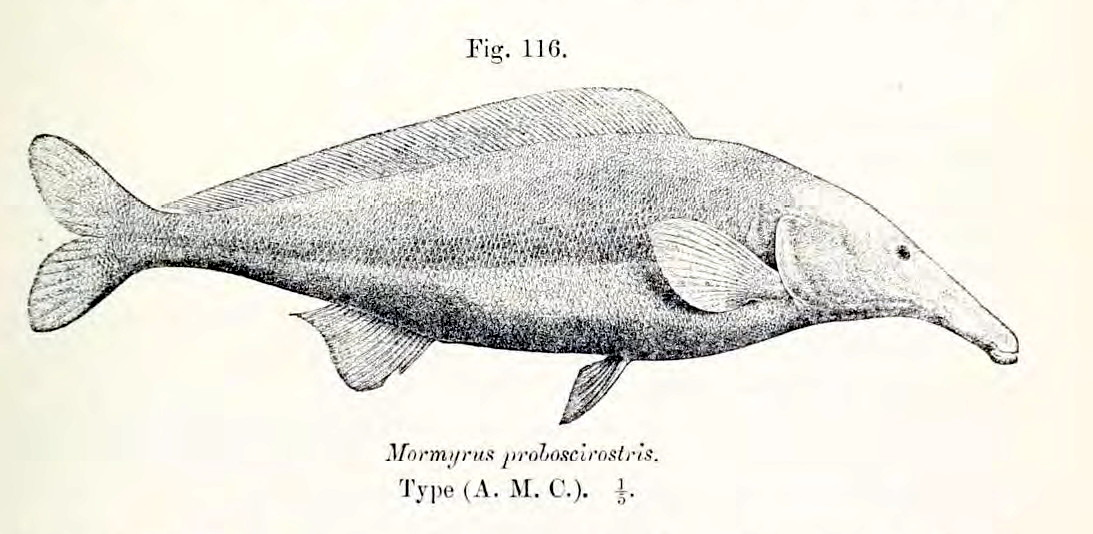
Mormyrus rume

- Mormyrus bernhardi Pellegrin, 1926
- Mormyrus caballus Boulenger, 1898
- Mormyrus casalis Vinciguerra, 1922
- Mormyrus caschive Linnaeus, 1758
- Mormyrus cyaneus Roberts & Stewart, 1976
- Mormyrus felixi Pellegrin, 1939
- Mormyrus goheeni Fowler, 1919
- Mormyrus hasselquistii Valenciennes, 1847
- Mormyrus hildebrandti Peters, 1882
- Mormyrus iriodes Roberts & Stewart, 1976
- Tapir-Rüsselfisch (Mormyrus kannume) Forsskål, 1775
- Mormyrus lacerda Castelnau, 1861
- Mormyrus longirostris Peters, 1852
- Mormyrus macrocephalus Worthington, 1929
- Mormyrus macrophthalmus Günther, 1866
- Mormyrus niloticus (Bloch & Schneider, 1801)
- Mormyrus ovis Boulenger, 1898
- Rume-Rüsselfisch (Mormyrus rume) Valenciennes, 1847
- Mormyrus subundulatus Roberts, 1989
- Mormyrus tapirus Pappenheim, 1905
- Mormyrus tenuirostris Peters, 1882
- Mormyrus thomasi Pellegrin, 1938